# Organo della chiesa dei Santi Pietro e Paolo a Cappel

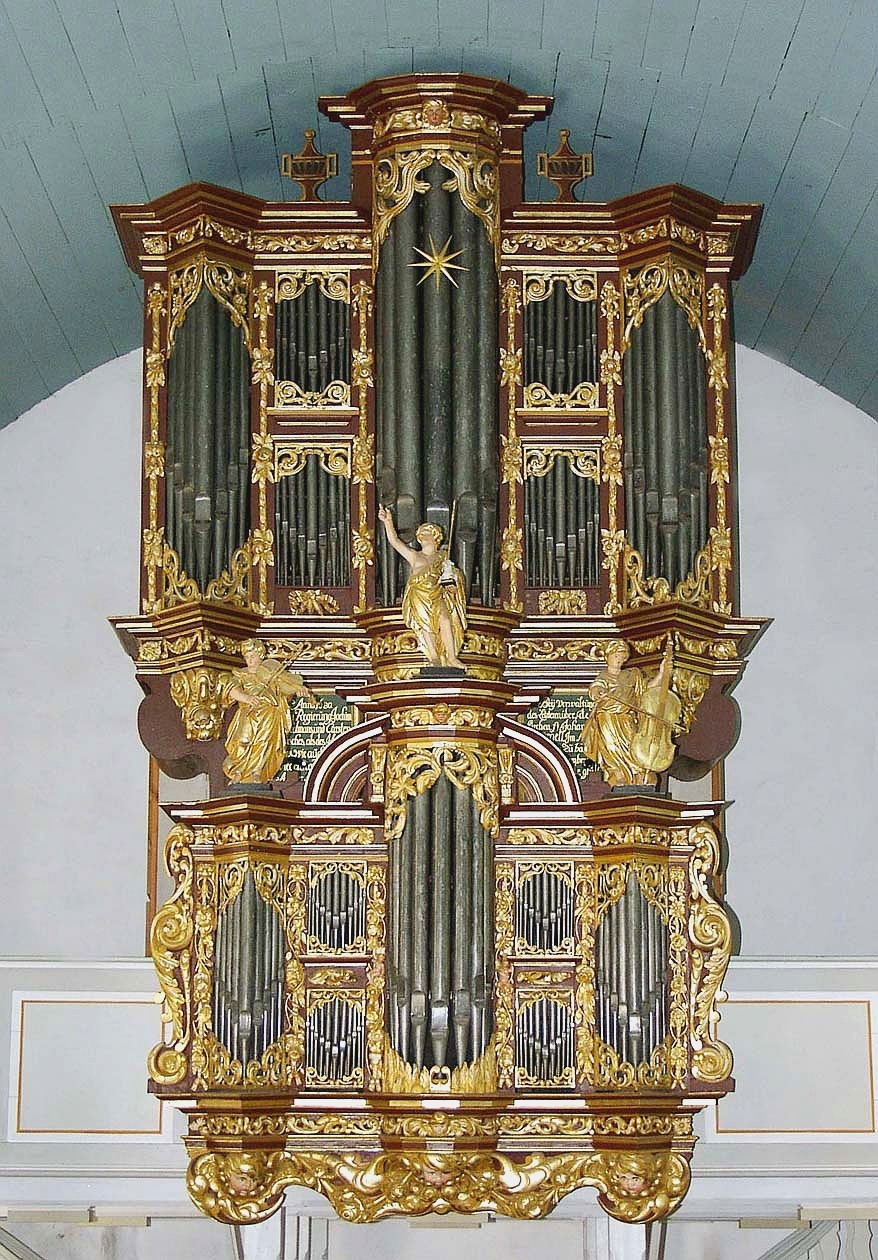
L'organo della chiesa dei Santi Pietro e Paolo a Cappel.

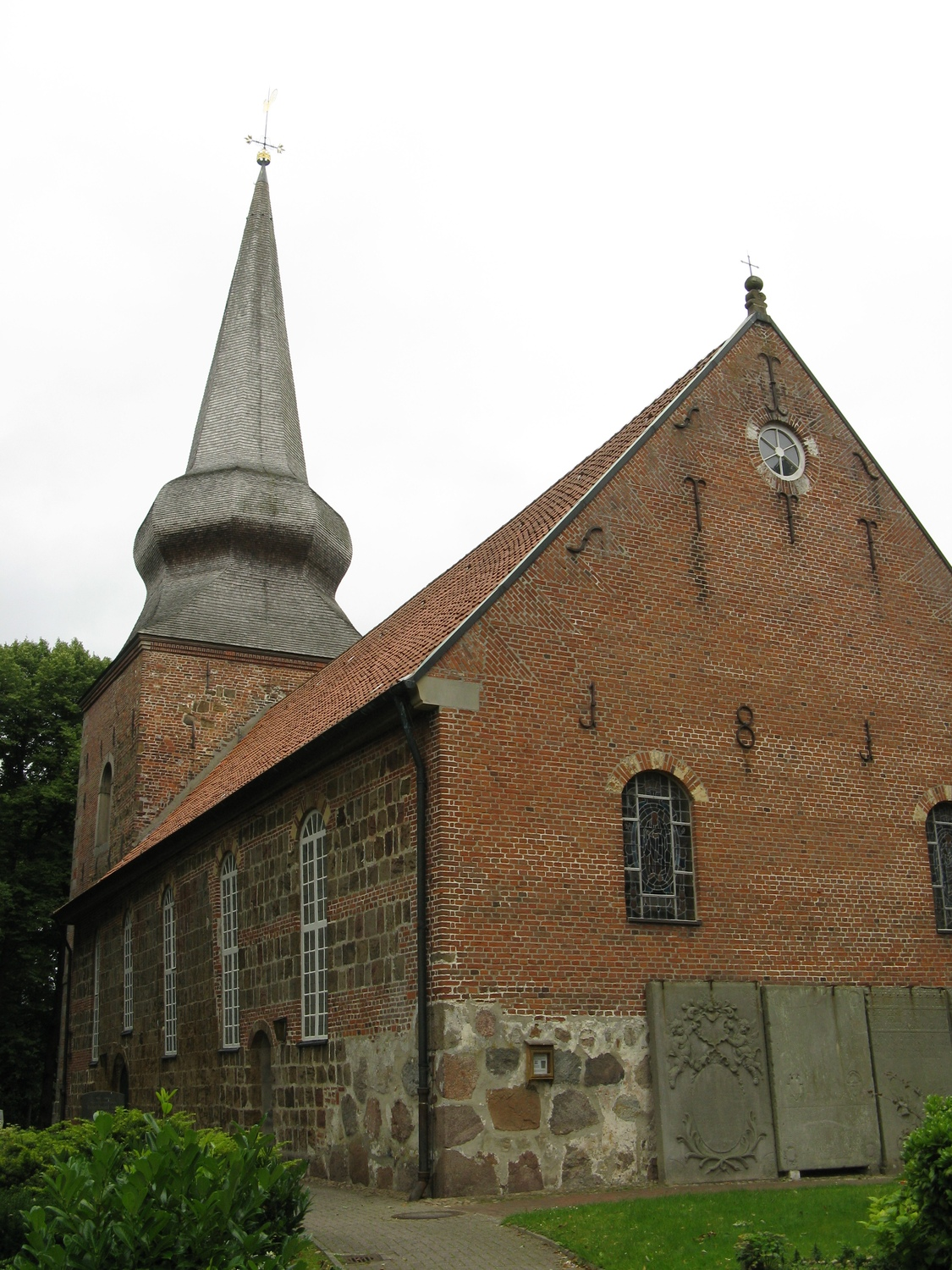
L'esterno della chiesa.

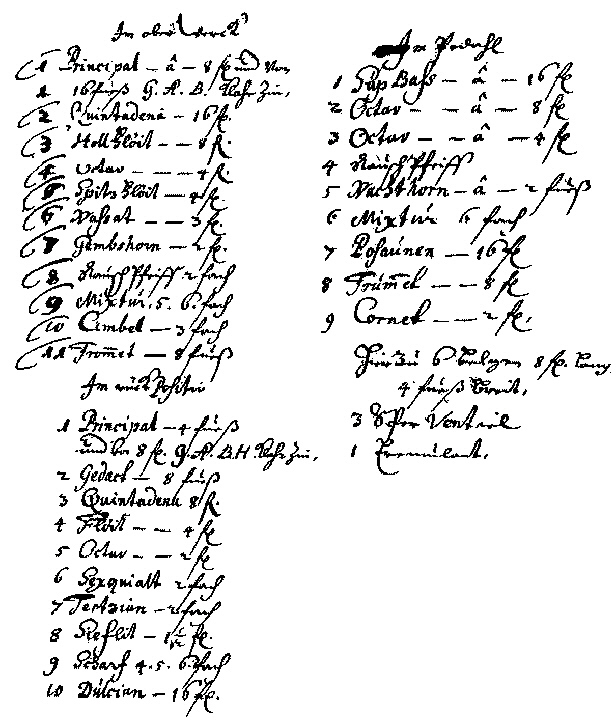
La disposizione fonica dello strumento manoscritta da Arp Schnitger.

Con organo della chiesa dei Santi Pietro e Paolo ci si riferisce a un organo monumentale costruito da Arp Schnitger a Cappel, in Germania.

## Storia
L'organo attualmente presente nella chiesa dei Santi Pietro e Paolo a Cappel venne costruito da Arp Schnitger nel 1679-80 per sostituire il vecchio strumento del convento domenicano di San Giovanni ad Amburgo. Si trattava di un organo del 1567, del quale Schnitger riutilizzò del materiale, fra cui le canne dell'hollfloit da 8', del nasat da 3' e del gemshorn da 2'. Il nuovo strumento venne ultimato nel 1680, e, nel 1688, Schnitger effettuò alcuni piccoli interventi.
Durante l'occupazione napoleonica di Amburgo, dal 1806 al 1814, la chiesa di San Giovanni venne utilizzata come deposito per le truppe, lasciando l'organo del tutto inutilizzato. Nel dicembre 1810 scoppiò un incendio all'interno della chiesa dei Santi Pietro a Paolo a Cappel, e l'organo, costruito da Georg Wilhelm Wilhelmy nel 1800, andò completamente distrutto. Dopo la ricostruzione dell'edificio i superiori della chiesa decisero di acquistare per 2.000 talleri l'organo della ormai dismessa chiesa di San Giovanni, che, nel frattempo, era stato anche smontato e riposto in un magazzino del vicino convento domenicano.
Lo strumento arrivò nella ricostruita chiesa di Cappel e venne montato, nel corso del 1816, da Georg Wilhelm Wilhelmy, il quale lo inaugurò il 24 dicembre dello stesso anno. Wilhelmy, inoltre, sostituì il temperamento mesotonico con il temperamento equabile. La chiesa pagò anche altri 15 talleri per l'installazione di un cymbelstern, accessorio all'epoca molto apprezzato.
Le modeste risorse finanziarie della chiesa e la sua lontananza delle grandi città permisero allo strumento di arrivare praticamente inalterato fino al XX secolo, senza subire le manipolazioni che, seguendo le varie mode estetico-musicali, caratterizzarono numerosi altri strumenti. Inoltre, poiché Cappel era raggiungibile solo da una scomoda strada sterrata, durante la prima guerra mondiale le sue canne non vennero confiscate per essere fuse a scopi bellici. Un primo importante restauro venne condotto nel 1939 da Paul Ott, al quale ne seguì un altro, nel 1976-77, di Rudolph von Beckerath. Quest'ultimo intervento ricostruì il cimbalo dell'Hauptwerk e il cornetto da 2' dalla pedaliera. La cassa, gran parte delle canne, i manuali, la pedaliera e i somieri sono ancora quelli originali costruiti da Arp Schnitger.

## Caratteristiche tecniche
La trasmissione è interamente meccanica, l'aria è fornita da tre mantici a cuneo, la pressione del vento è di 68 mm in colonna d'acqua, il corista del La corrisponde a 465 Hz e il temperamento è equabile. La disposizione fonica è la seguente:
| Primo manuale - Rückpositiv |        |   |
| Principal                   | 4'     | S |
| Gedact                      | 8'     | R |
| Quintadena                  | 8'     | S |
| Floit                       | 4'     | S |
| Octava                      | 2'     | S |
| Siffloit                    | 1' 1/2 | S |
| Sesquialtera                | II     | S |
| Tertian                     | II     | S |
| Scharff                     | IV-IV  | S |
| Dulcian                     | 16'    | S |

| Secondo manuale - Hauptwerk |      |     |
| Principal                   | 8'   | S   |
| Quintadena                  | 16'  | R   |
| Hollfloit                   | 8'   | R   |
| Octava                      | 4'   | R   |
| Spitzfloit                  | 4'   | S   |
| Nasat                       | 3'   | R   |
| Gemshorn                    | 2'   | R   |
| Rauschpfeife                | II   | S   |
| Mixtur                      | V-VI | S   |
| Cimbel                      | III  | B/S |
| Trompet                     | 8'   | S   |

| Pedal        |       |     |
| Untersatz    | 16'   | R   |
| Octava       | 8'    | R   |
| Octava       | 4'    | S   |
| Nachthorn    | 2'    | S   |
| Rauschpfeife | II    | S   |
| Mixtur       | IV-VI | S   |
| Posaun       | 16'   | S   |
| Trompet      | 8'    | R   |
| Cornet       | 2'    | B/S |

| Accessori   |
| Tremulant   |
| Cymbelstern |

S = Arp Schnitger (1680).
R = Riutilizzo del materiale dall'organo precedente (1567).
B = Rudolph von Beckerath (1977).

## Galleria d'immagini

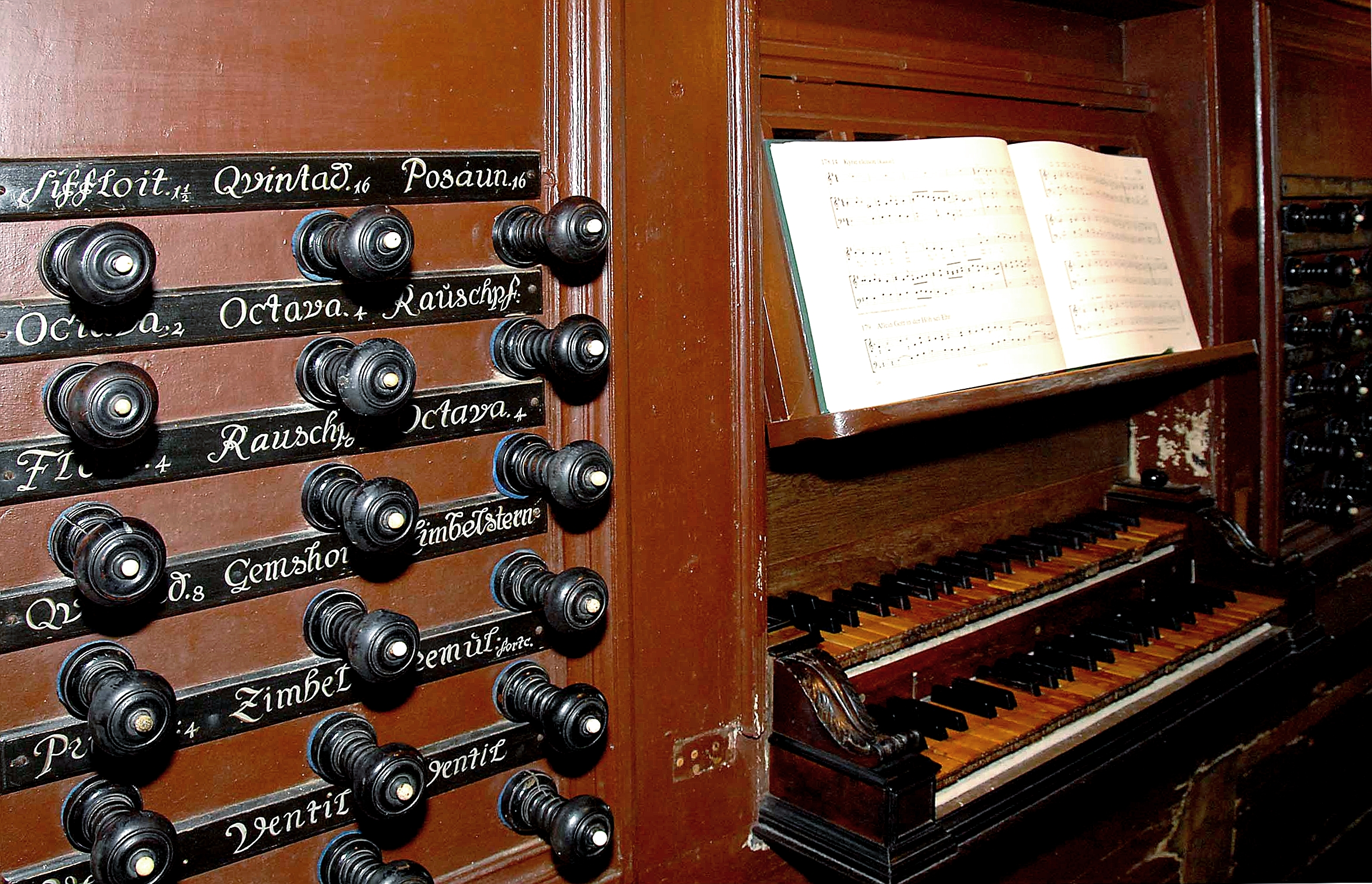
Vista della consolle.
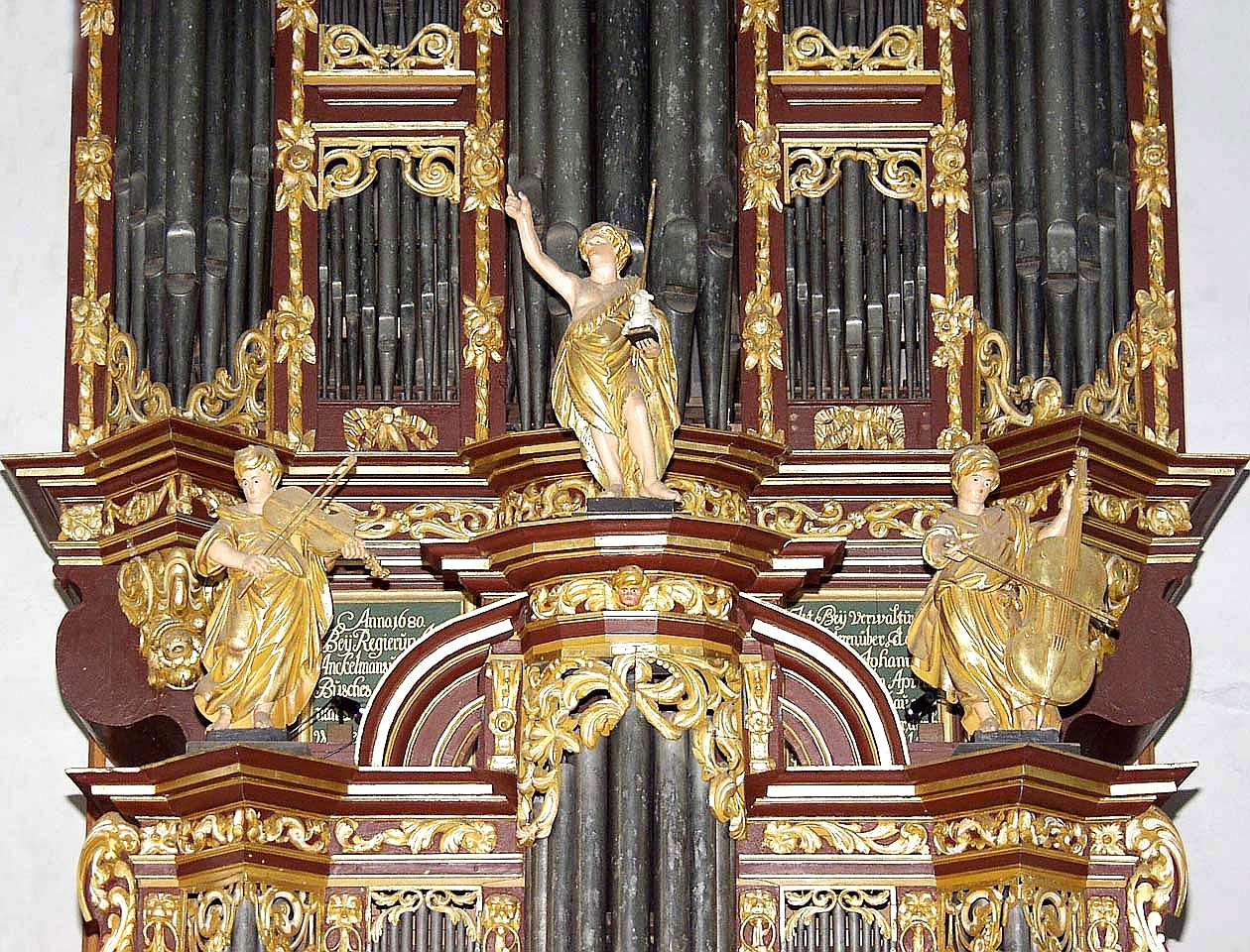
Particolare delle decorazioni della cassa.
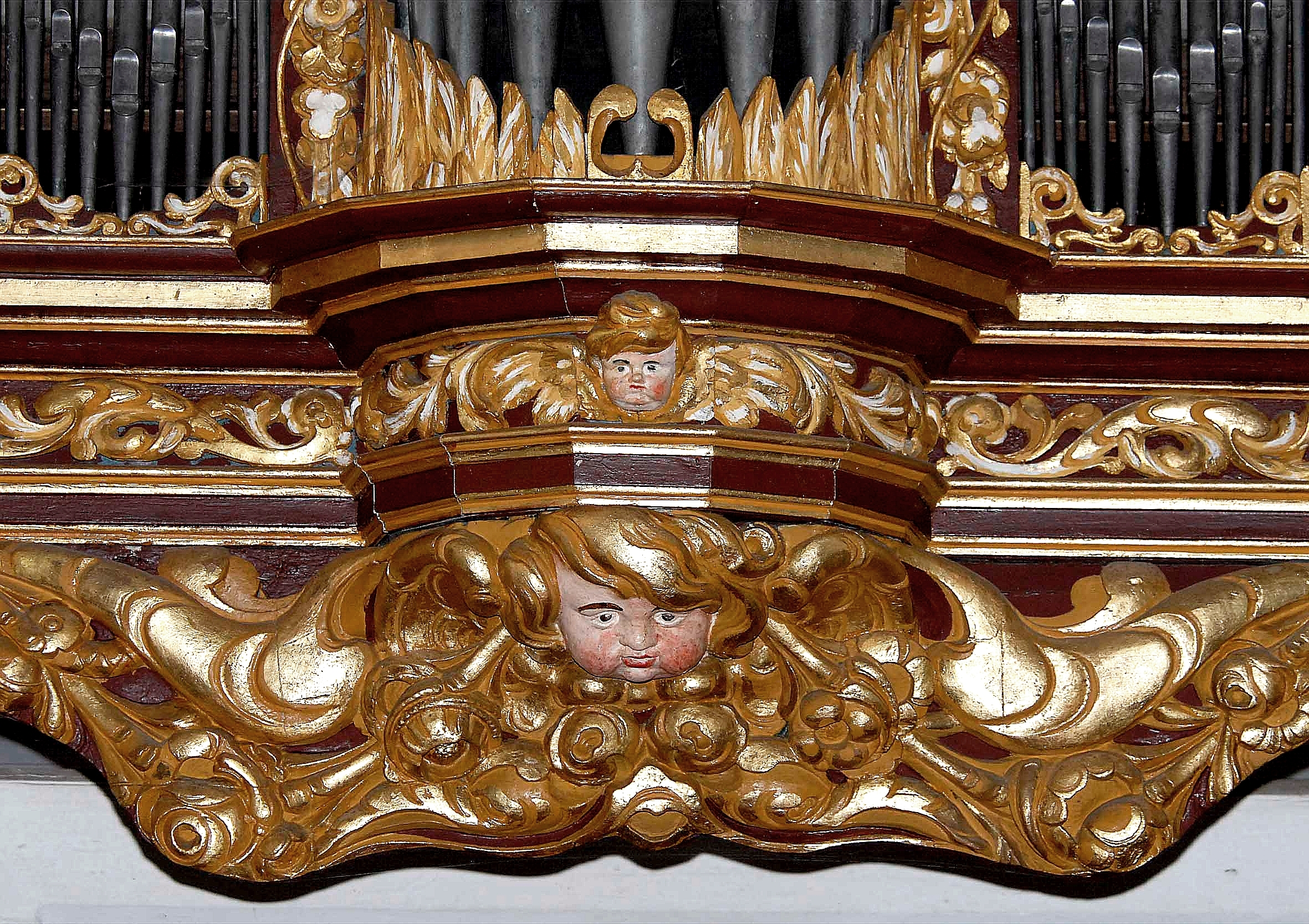
Particolare delle decorazioni della cassa.
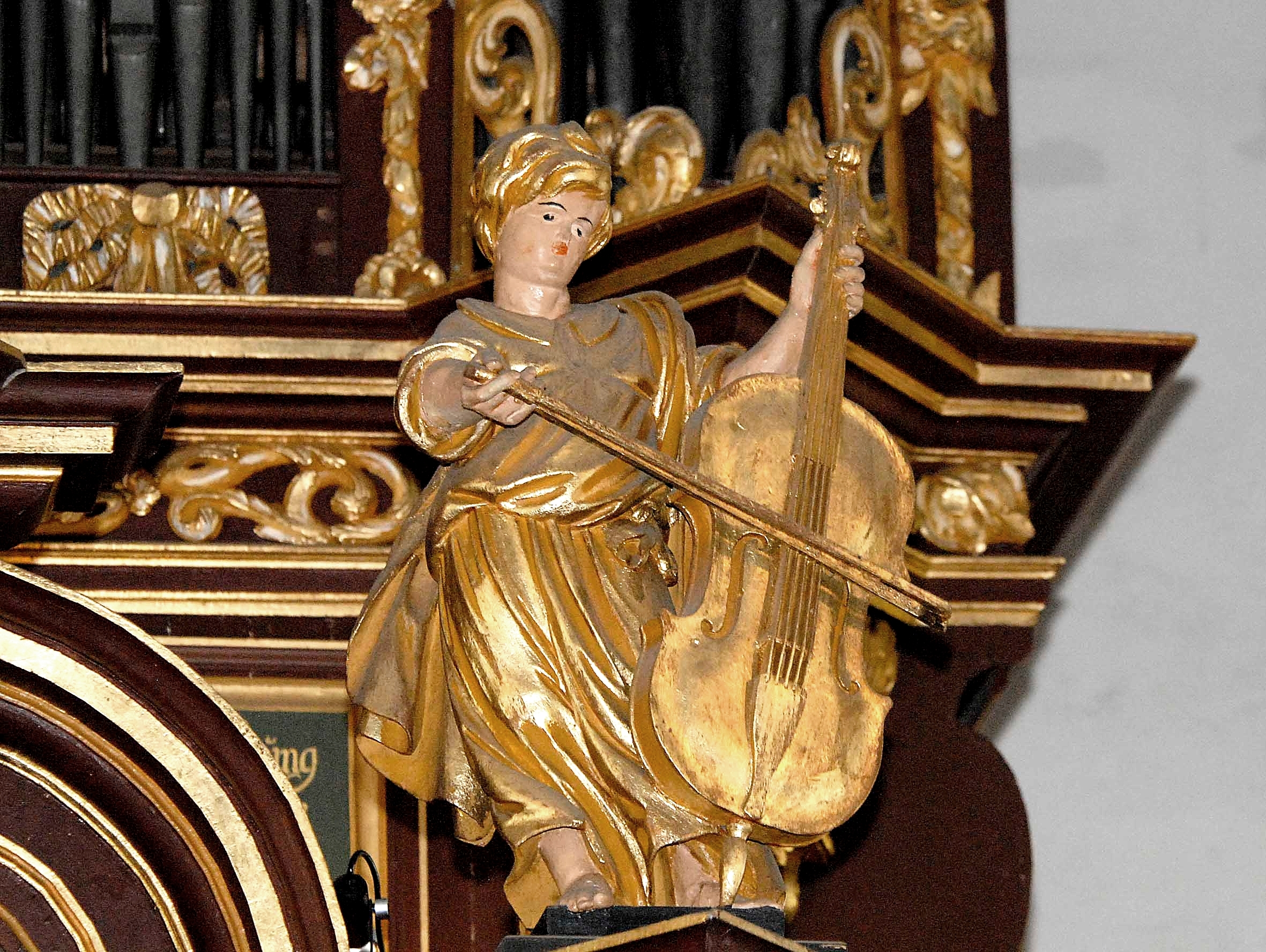
Particolare delle decorazioni della cassa.